# Peter Helmer
Peter Helmer født 17. juli 1947 var en dansk atlet medlem af Fremad Holbæk.
Peter Helmer blev første danske løb under 2.20 på maraton ,da han 23. februar 1974 satte dansk rekord og vandt Husumer Winter Marathon med 2.19.15. Han vandt også løbet året inden.
Han deltog i VM 12 km cross 1973 (nr. 135) og EM på maraton i Rom 1974, men kom ikke i mål.
Peter Helmers søn Søren Helmer deltog 1993 i Junior-VM i cross og datteren Louise Helmer har løb 2.46.49 i Auckland Marathon 2000.
Peter Helmer er tidligere formand og i dag næstformand i Fremad Holbæk.
Peter Helmer er planteavler og svineproducent i Ugerløse lidt syd for Holbæk.

## Danske mesterskaber
- Bronze 1974 10.000 meter 30.16.4
- Sølv 1969 3000 meter forhindring 9.14.4